# Holečkova (Praha)
Holečkova je ulice na pražském Smíchově (městská část Praha 5) spojující náměstí Kinských a Plzeňskou ulici. Je pojmenována po českém spisovateli Josefu Holečkovi.

## Historie

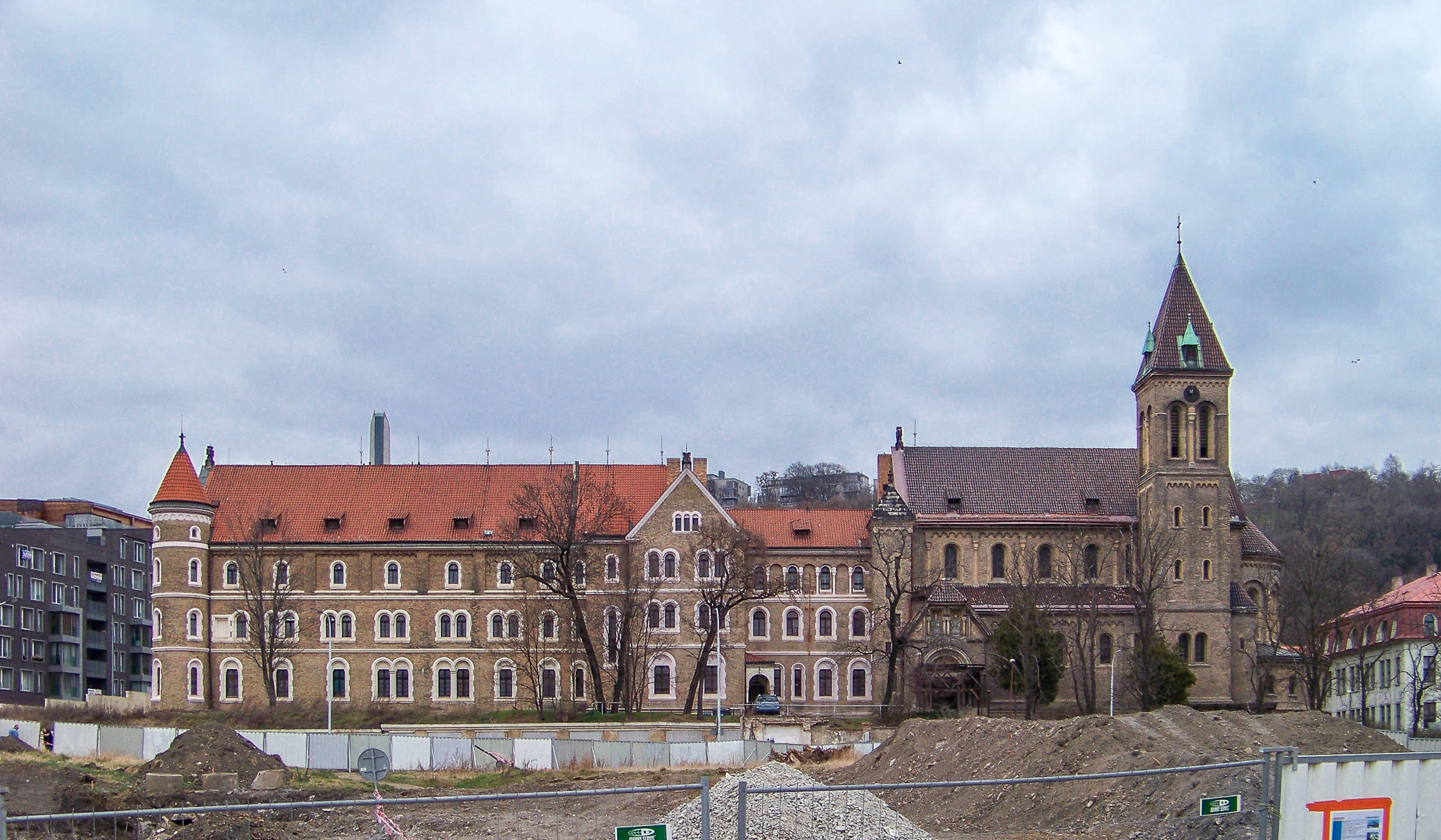
klášter svatého Gabriela

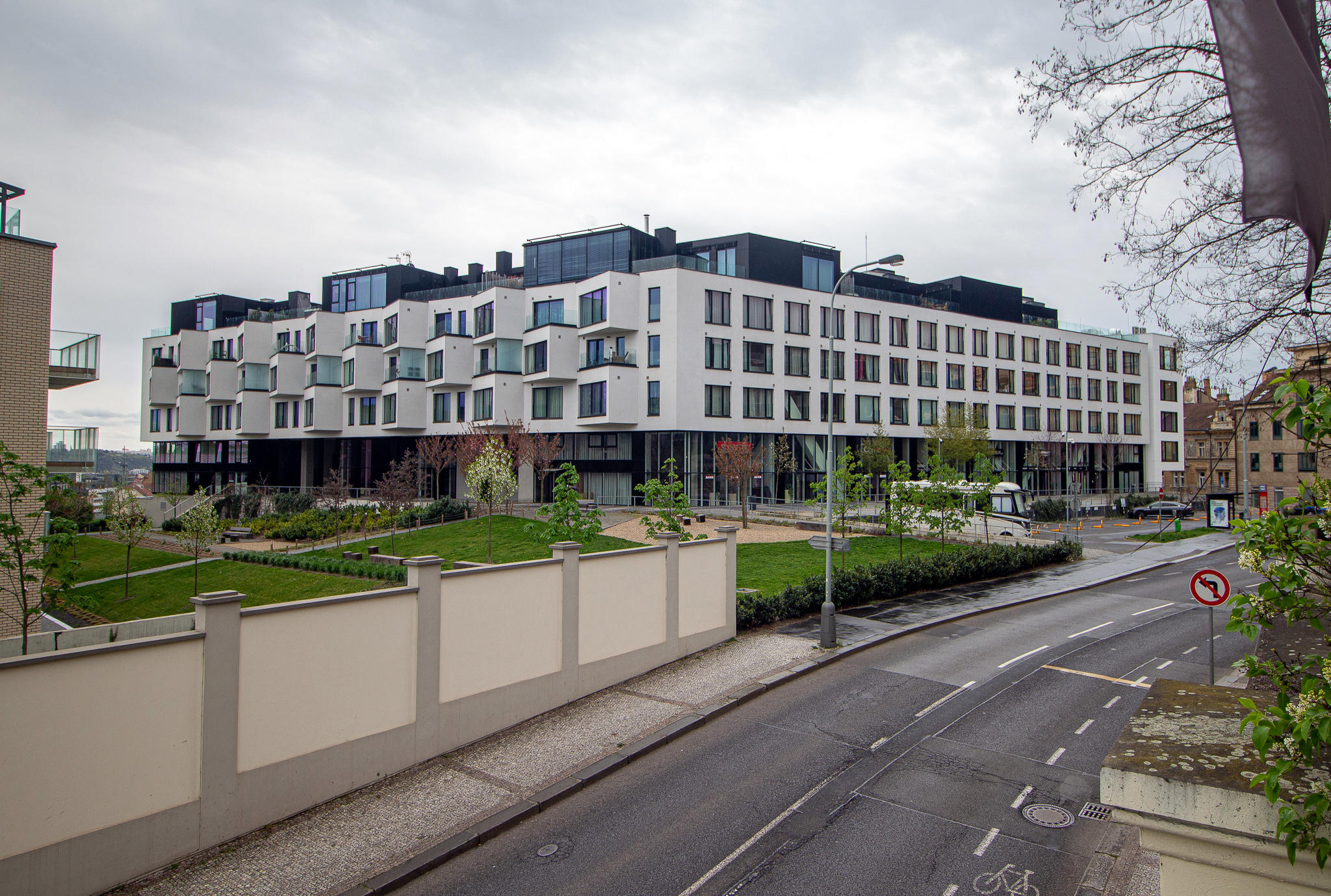
moderní zástavba v ulici

První zmínky o ulici v mapě sahají až do roku 1816. Zpočátku byla pravděpodobně rozdělena na dvě části. Část podél zahrady Kinských se jmenovala Kinského cesta a horní část Košířská ulice, Košířská pěší cesta, či Cesta do Košíř. V roce 1870 byla přejmenována na „Karlova třída“, v roce 1903 pak pouze na „Karlova“. Tento název jí vydržel do roku 1923, kdy byla konečně přejmenována na název, který nese dodnes – Holečkova. V roce 1923 zde byl spáchán atentát na bulharského politika Rajka Daskalova.

## Zástavba
- Zahrada Kinských s Letohrádkem Kinských (Musaion, Národopisné muzeum)
- Velvyslanectví Thajského království (Obchodní oddělení) — č. 657/29
- Kostel Nejsvětějšího Srdce Páně (Sacré Coeur)
- Pamětní deska Josefa Holečka — č. 105/6
- Budova školy pro neslyšící (střední škola, ZŠ a MŠ pro sluchově postižené) — č. 104/4
- Úřad Národní rozpočtové rady — č. 103/31
- Kostel sv. Gabriela (Zvěstování Panny Marie)
- Klášter sv. Gabriela
- Centrum pro současné umění FUTURA — č. 907/47
- MŠ Praha 5, Grafická — č. 668/38

## Doprava

### Hromadná doprava
V úseku od náměstí Kinských ke křižovatce s ulicí Zapova (Praha) je vedena autobusová linka 176, která jezdí mezi zastávkami Karlovo náměstí a Stadion Strahov a v tomto úseku zastavuje v zastávkách Kobrova a Holečkova.

### Cyklistická doprava
V úseku od náměstí Kinských ke křižovatce s ulicí Švédská se ve směru na západ nachází v jeho většině cyklopruh, který poskytuje výrazný komfort cyklistům jedoucím do kopce.

### Pěší doprava
V úseku od náměstí Kinských k autobusové zastávce Kobrova se nachází chodník pouze na levé, jižní straně; na pravé jsou parkovací místa. Dále už vede chodník po obou stranách.

### Automobilová doprava
V úseku od náměstí Kinských ke křižovatce s ulicí Erbenova je provoz automobilů obousměrný.
U autobusové zastávky Kobrova se nachází přechod pro chodce se světelnou signalizací.
V křižovatce s ulicí Zapova se nachází světelná signalizace.
V úseku od křižovatky s ulicí Erbenova ke křižovatce s ulicí Plzeňská je provoz automobilů pouze ve směru k ulici Plzeňská, tedy na západ.

## Navazující ulice
- Náměstí Kinských (východ)
- Štefánikova (jih)
- Kroftova (jih)
- Drtinova (jih)
- Kobrova (jih)
- Gabrielská (jih)
- Švédská (sever)
- Kmochova (jih)
- Na Čečeličce (jih)
- Zapova (sever)
- U Paliárky (jih)
- Erbenova (sever, jih)
- Mahenova (jih)
- U Tyrše (jih)
- Plzeňská (východ, západ)